# Górnik Zabrze
Górnik Zabrze (Tiếng Ba Lan: Klub Sportowy Górnik Zabrze) là một câu lạc bộ bóng đá Ba Lan. Câu lạc bộ này đã giành được nhiều giải vô địch, và là lực lượng nổi bật trong thập niên 1960 và 1980.
Câu lạc bộ đóng ở sân vận động Ernest Pohl. Đối thủ địa phương chính là Ruch Chorzów.

## Thành tích đạt được
- Giải vô địch bóng đá Ba Lan (Ekstraklasa)
  - Vô địch (14 lần - kỷ lục): 1957, 1959, 1961, 1963, 1964, 1965, 1966, 1967, 1971, 1972, 1985, 1986, 1987, 1988
  - Á quân (4): 1962, 1969, 1974, 1991
- Polish Cup
  - Vô địch (6): 1965, 1968, 1969, 1970, 1971, 1972
  - chung kết (7): 1956, 1957, 1962, 1966, 1986, 1992, 2001
- Polish SuperCup:
  - Vô địch (1): 1988
- Polish League Cup:
  - Vô địch (1) 1978 (Not Official)
- Cúp các đội vô địch bóng đá quốc gia châu Âu:
  - Tứ kết (1): 1968
- Cúp các câu lạc bộ đoạt cúp bóng đá quốc gia châu Âu:
  - chung kết (1): 1970

## Đáng chú ý cựu cầu thủ
| - Māris Smirnovs - Jerzy Brzęczek - Jerzy Gorgoń - Tomasz Hajto - Ryszard Komornicki | - Kamil Kosowski - Włodzimierz Lubański - Andrzej Niedzielan - Stanisław Oślizło - Ernest Pohl | - Andrzej Szarmach - Zygfryd Szołtysik - Jan Urban - Tomasz Wałdoch - Józef Wandzik | - Robert Warzycha - Tomasz Zahorski |